# Goleba puella
Goleba puella là một loài nhện trong họ Salticidae.
Loài này thuộc chi Goleba. Goleba puella được Eugène Simon miêu tả năm 1885.